# Lucas Fassnacht
Lucas Fassnacht (* 1988 in Dieburg) ist ein deutscher Schriftsteller und Poetry Slammer. Als Buchautor veröffentlicht er auch unter den Pseudonymen Lars Sommer und Robin Hill.

## Leben
Lucas Fassnacht studierte Altgriechisch, Germanistik und Linguistik in Erlangen. Neben seiner Tätigkeit als Autor veranstaltet Fassnacht regelmäßig Poetry Slams. 2013 startete er das Format Lesen für Bier, das er selbst moderiert, eine literarische Kleinkunstveranstaltung, bei der Zuschauer Texte mitbringen dürfen, die zwei Profis auf der Bühne vortragen. Das Publikum entscheidet, ob der Text oder ein Vortragender ein Bier verdient hat. 2016 meldete Fassnacht für den Begriff Lesen für Bier eine Wortmarke an.
Sein Debüt als Thriller-Autor war 2019 #KillTheRich, ein Roman, in dem er die globalen Protestbewegungen unserer Zeit weiterdenkt.  Es folgte der Thriller Die Mächtigen, den die Wiener Zeitung als „eine Art finanzpolitische Dystopie, die allerdings teilweise allzu reale Züge trägt“ beschrieb.
Fassnacht ist Autor und Mitwirkender des Dokumentarfilms Südstadthelden (2015).
2022 erhielt Fassnacht den Preis der Stadt Nürnberg, 2024 den Förderpreis zum Platen Literaturpreis.

## Veröffentlichungen
- Ottonormalverbraucht – Betroffenheitspoesie in schmerzlosen Dosen. Soloprogramm, Buch und CD. Periplaneta, Berlin 2012, ISBN 978-3-940767-85-1.
- Es geht immer nur um Sex. Roman. Periplaneta, Berlin 2013, ISBN 978-3-943876-54-3.
- Die Luft war ganz geil. Erzählung. Palm&Enke, Erlangen 2016, ISBN 978-3-7896-1016-5.
- Feuer und Sprache. Textsammlung. Periplaneta, Berlin 2017, ISBN 978-3-95996-055-7.
- #KillTheRich – Wer Neid sät, wird Hass ernten. Roman. Blanvalet, München 2019, ISBN 978-3-7645-0675-9. Neuer Titel: Die Diplomatin
- Die Mächtigen. Roman. Blanvalet, München 2020, ISBN 978-3-7645-0723-7.
- Tartarus – Dein Wissen ist tödlich. Thriller. Blanvalet, München 2023, ISBN 978-3-7341-1162-4.

### Als Lars Sommer
- Reichswald. Kriminalroman. Ars Vivendi, Cadolzburg 2023, ISBN 978-3-7472-0522-8.
- Die Innere Führung. Kriminalroman. Ars Vivendi, Cadolzburg 2024, ISBN 978-3-7472-0627-0.

### Als Robin Hill
- Strom – Das dunkle Erwachen. Penhaligon, München 2024, ISBN 978-3-7645-3266-6.